# Tempio di Changchun
Il tempio di Changchun (in cinese: 長椿寺T, 长椿寺S, Chángchūn-sìP) è un tempio buddista situato al numero 9 di Changchun Jie nel distretto di Xicheng a Pechino. Il tempio ospita anche il  Museo culturale Xuannan (北京宣南文化博物馆S, Běijīng Xuānnán wénhuà bówùguǎnP).

## Storia
Il tempio fu edificato per la prima volta su ordine della mamma dell'imperatore Wanli durante la dinastia Ming nel 1592. Nel 1679 il tempio fu drasticamente danneggiato da un terremoto e non fu mai restaurato nella forma originale diventando, con il tempo, un magazzino di bare. 
Successivamente alla fondazione della Repubblica Popolare Cinese nel 1949 l'edificio fu adibito ad abitazione fino al 2001, anno nel quale fu rivalutato e posto sotto protezione per il valore culturale. A seguito di un profondo restauro, costato circa 200 milioni di renminbi, nel 2005 ha riaperto i battenti come  Museo culturale Xuanwu, poi rinominato  Museo culturale Xuannan.

## Pianta
Il tempio si sviluppa attorno ad una grande corte dalla quale si accede a tre stanze. Aggetto al tempio si trova l'ufficio municipale del turismo di Xuanwu.